# Mirabella Eclano
Mirabella Eclano är en stad och kommun i provinsen Avellino, i regionen Kampanien i södra Italien. Kommunen hade 7 573 invånare (2017) och gränsar till kommunerna Apice, Bonito, Calvi, Fontanarosa, Grottaminarda, Sant'Angelo all'Esca, Taurasi, Torre Le Nocelle samt Venticano.
Den samnitiska staden Aeculanum låg i närheten av nuvarande Mirabella Eclano.